# Coca-Cola Clear
«Coca-Cola Clear» (произносится как Кока-кола кле́ар; с англ. — «Бесцветная Кока-Кола») — специальная разновидность безалкогольного напитка «Кока-Кола» со вкусом лимона без сахара и калорий, выпускаемый компанией Coca-Cola Company. Напиток был запущен в продажу в Японии в июне 2018 года и имеет разновидность со вкусом лайма. Появление прозрачной кока-колы было обусловлено распространившейся в Японии модой на обесцвеченные напитки любого рода, включая чай, кофе и безалкогольное пиво.
Прозрачность напитка обеспечивается отсутствием карамельного сиропа в составе. В то же время вместо сахара в напитке используются не подсластители, а кукурузный сироп с высоким содержанием фруктозы. Напиток официально продаётся в Японии и на Тайване, а также в специализированных магазинах импортных товаров в Китае.
Японская рекламная кампания Coca-Cola Clear была построена на символике «прекрасной гармонии», соответствующей названию новой эпохи Рэйва, объявленной в Японии с 2019 года в связи с воцарением нового императора Нарухито. Многие интернет-источники называли этот напиток одним из самых громких изобретений компании Coca-Cola Company за последние годы. По данным источников, напиток является одним из лидеров продаж на азиатском рынке.

## История

### Предыстория
Впервые подобную Кока-Колу произвели в 1940-х годах в США, для Маршала Советского Союза Георгия Жукова (см. Бесцветная Кока-Кола). В июне 2017 года появились слухи, о том что в Японии занимаются разработкой подобного напитка. Его разработка в дальнейшем обсуждалась в мировых СМИ — причиной разработки рецепта стала распространяющаяся мода на бесцветные напитки любого рода.
На разработку рецепта напитка компании Coca-Cola Company понадобился один год. Перед тем, как официально представить новый безалкогольный напиток, компания разработала 50 образцов нового продукта. Создавая рецепт напитка, компания отказалась от одного из основных ингредиентов оригинальной колы — карамели; её заменили на экстракт лимона и сделали вкус цитруса основным. Как отмечают журналисты, попробовавшие данный вкус, его практически невозможно отличить от оригинального напитка. Компания отмечает, что новый вкус можно было попробовать только в Японии. Однако полный рецепт напитка компания не афишировала. Кроме того, подобный напиток раннее выпустил главный конкурент Кока-Колы — Пепси.

### Выход и дальнейшая реакция
Официально напиток представлен 10 июня 2018 года: по внешнему виду напиток напоминал минеральную воду. Практически сразу после выхода приобрёл популярность среди японцев и поэтому через год, в 2019 году, компания выпустила новый вкус «белой колы» — лайм. Многие интернет-источники называли этот напиток одним из самых громких изобретений компании, обогнав по популярности Crystal Pepsi и став одним из лидеров продаж на азиатском рынке. Напиток приобрел огромный интерес и в других странах мира (в том числе в России). Также он доступен в Австралии.